# Ридер
Ридер (на руски и казахски: Риддер; Лениногорск от 1941 до 2002 г.) е град в Източноказахстанска област, Казахстан. Разположен е в югозападната част на планината Алтай. Към 2016 г. има население от 49 695 души.

## История
Селището е основано през 1786 г. във връзка с добиването на злато и сребро. По-късно градът става и важен център на добива на оловно-цинкова руда в Казахстан. Наречено е Ридер в чест на минния инженер Филип Ридер. През 1934 г. получава статут на град, а през 1941 г. е преименуван на Лениногорск в памет на Ленин. След Великата отечествена война в града се е намирал лагер с 30 000 немски военнопленници. През 2002 г. с указ на президента на Казахстан името на града е върнато на Ридер.

## Етнически състав
Към 2014 г.:
- руснаци – 48 408 д. (83,51 %)
- казаци – 7387 д. (12,74 %)
- немци – 578 д. (1,00 %)
- татари – 543 д. (0,94 %)
- украинци – 288 д. (0,50 %)
- чеченци – 176 д. (0,30 %)

## Икономика
Основният отрасъл в Ридер е металургията. Около града се добиват и преработват оловно-цинкови руди и други метали в по-малки количества. Градът разполага с ТЕЦ и ВЕЦ.